# 孙玉义
孙玉义（1952年—），辽宁新金人，汉族，中华人民共和国政治人物、第十一届全国人民代表大会江苏地区代表。
毕业于陆军参谋指挥学院军事指挥专业，中共党员。曾担任武警吉林省总队参谋长、武警江苏省总队总队长，2010年退休。2008年起担任全国人大代表。